# Tedi Aleksandrova
Teodora Aleksandrova Asenova, detta Tedi (in bulgaro Теодора Александрова Асенова?; Lom, 11 dicembre 1990), è una cantante bulgara.

## Biografia
Tedi Aleksandtova ha ricevuto il suo primo riconoscimento alla gala musicale organizzata dalla Planeta TV nel febbraio 2014, quando è stata premiata nella categoria di video musicale più riprodotto su YouTube con Kiss Me Baby, un duetto con Džamajkata contenuto nel primo album in studio eponimo; nella stessa edizione della cerimonia, la cantante è stata inoltre candidata in ulteriori quattro categorie.
Nel marzo 2016 ha ricevuto il suo secondo premio Planeta TV. Nel dicembre del medesimo anno è avvenuta la pubblicazione del secondo disco di inediti, dal titolo Nja"a problem. Al disco ha fatto seguito il terzo LP Sărce moe, messo in commercio nel giugno 2021.
365 (2023), Centrofuga (2023) e AMG isterija (2024) sono diventate tre delle hit bulgare più riprodotte di sempre a livello nazionale su Spotify. Nel maggio 2025 è stato diffuso il successo estivo Dănoto kopaj, un duetto con Emanuela.

## Discografia

### Album in studio
- 2014 – Tedi Aleksandrova
- 2016 – Nja"a problem
- 2021 – Sărce moe

### Singoli
- 2009 – Aktăor
- 2010 – Mokri săništa (con Sonja Nemska)
- 2017 – Ot Sofija do Bansko (feat. Adnan Beats & Gejm Ouvăr)
- 2018 – Korabăt-majka
- 2018 – Podgrjavašti zvezdički (feat. Azis & Nasi)
- 2018 – Nja"ja problem (feat. Azis)
- 2018 – Za naj-krasivata princesa (feat. Djordan)
- 2018 – Top
- 2018 – Čalga peperudki
- 2018 – Njama koj da me spre da te običam
- 2018 – Daj mi svoboda
- 2018 – Vljubena
- 2018 – V sărceto
- 2018 – Mnogo mi e lud (feat. Silvăr)
- 2018 – Cjalo ljato
- 2018 – Kotka
- 2019 – Davaj na DJ-ja (con Ilian Boyd e Boris Dali)
- 2019 – Naj-boli me (con Sašo Roman e DJ Ned)
- 2019 – Nova magistrala 20-19 (con Ilian Boyd feat. Amet)
- 2019 – Keleš (feat. DJ Deny)
- 2020 – Sărce moe (con Emrah)
- 2020 – Kukata (con Galin)
- 2021 – Običam te (con Emrah)
- 2021 – Avtomata (con Ilian Boyd)
- 2021 – Dăpraj ja (con Emanuela)
- 2021 – Cak-cak (con Paloma)
- 2021 – Alo, alo (feat. Monkey)
- 2021 – Masura (feat. Emil TRF)
- 2022 – Zareži go, mame (con Donika)
- 2022 – Avtogol (feat. DJ Ned & Štiljan)
- 2022 – Iskam da plačeš (con Andro)
- 2023 – Ljubov ili vojna (con Toni G)
- 2023 – Gonka (con Don Mario)
- 2023 – 365 (feat. Monkey)
- 2023 – Centrofuga (con Don Mario)
- 2024 – Zabravi me (con Sabi)
- 2024 – Mojat raj i ad
- 2024 – AMG isterija (con Silver)
- 2024 – Snajpera (con Alex Robov)
- 2024 – Čalga (con Krissy)
- 2025 – Dănoto kopaj (con Emanuela)

### Collaborazioni
- 2016 – Spiram te (Djordan feat. Tedi Aleksandrova)
- 2018 – Otkači li (Denis feat. Tedi Aleksandrova)
- 2020 – GPS-A (Lidia e Dessita feat. Tedi Aleksandrova)
- 2021 – Da gărmim (Tina feat. Tedi Aleksandrova)
- 2022 – Abstinencija (Toni G feat. Tedi Aleksandrova)
- 2023 – Devstvena (Evi Asparuhov feat. Tedi Aleksandrova)